# Bečej
Bečej (izvirno srbsko Бечеј) je naselje v Srbiji, ki je središče istoimenske občine; slednja pa je del Južnobačkega upravnega okraja.

## Demografija
V naselju živi 20547 polnoletnih prebivalcev, pri čemer je njihova povprečna starost 39,5 let (37,9 pri moških in 41,1 pri ženskah). Naselje ima 9614 gospodinjstev, pri čemer je povprečno število članov na gospodinjstvo 2,66.
Prebivalstvo je večinoma nehomogeno, a v času zadnjih treh popisov je opazno zmanjšanje števila prebivalcev.
|  |

| Demografija | Demografija     | Demografija     |
| Leto        | Št. prebivalcev | Št. prebivalcev |
| ----------- | --------------- | --------------- |
|             |                 |                 |
|             |                 |                 |
|             |                 |                 |
|             |                 |                 |
| 1948        | 22944           |                 |
| 1953        | 23322           |                 |
| 1961        | 24963           |                 |
| 1971        | 26722           |                 |
| 1981        | 27102           |                 |
| 1991        | 26634           | 26301           |
| 2002        | 26462           | 25774           |
|             |                 |                 |

| Etnična sestava po popisu iz leta 2002 | Etnična sestava po popisu iz leta 2002 | Etnična sestava po popisu iz leta 2002 | Etnična sestava po popisu iz leta 2002 | Etnična sestava po popisu iz leta 2002 |
| -------------------------------------- | -------------------------------------- | -------------------------------------- | -------------------------------------- | -------------------------------------- |
| Madžari                                | Madžari                                |                                        | 11.725                                 | 45,49%                                 |
| Srbi                                   | Srbi                                   |                                        | 11.197                                 | 43,44%                                 |
| Jugoslovani                            | Jugoslovani                            |                                        | 808                                    | 3,13%                                  |
| Hrvati                                 | Hrvati                                 |                                        | 298                                    | 1,15%                                  |
| Romi                                   | Romi                                   |                                        | 185                                    | 0,71%                                  |
| Črnogorci                              | Črnogorci                              |                                        | 172                                    | 0,66%                                  |
| Muslimani                              | Muslimani                              |                                        | 71                                     | 0,27%                                  |
| Albanci                                | Albanci                                |                                        | 59                                     | 0,22%                                  |
| Makedonci                              | Makedonci                              |                                        | 55                                     | 0,21%                                  |
| Nemci                                  | Nemci                                  |                                        | 38                                     | 0,14%                                  |
| Slovaki                                | Slovaki                                |                                        | 27                                     | 0,10%                                  |
| Rusini                                 | Rusini                                 |                                        | 19                                     | 0,07%                                  |
| Romuni                                 | Romuni                                 |                                        | 18                                     | 0,06%                                  |
| Ukrajinci                              | Ukrajinci                              |                                        | 13                                     | 0,05%                                  |
| Bunjevci                               | Bunjevci                               |                                        | 11                                     | 0,04%                                  |
| Slovenci                               | Slovenci                               |                                        | 10                                     | 0,03%                                  |
| Bolgari                                | Bolgari                                |                                        | 9                                      | 0,03%                                  |
| Rusi                                   | Rusi                                   |                                        | 6                                      | 0,02%                                  |
| Goranci                                | Goranci                                |                                        | 6                                      | 0,02%                                  |
| Čehi                                   | Čehi                                   |                                        | 4                                      | 0,01%                                  |
| Bošnjaki                               | Bošnjaki                               |                                        | 4                                      | 0,01%                                  |
| Neznano                                | Neznano                                |                                        | 170                                    | 0,65%                                  |